# Ludzie prości
Ludzie prości – album studyjny piosenkarza reggae – Mesajah wydany w 2008 roku.

## Lista utworów
Opracowano na podstawie źródła.
1. Nowy dzień
2. Ładna i cwana
3. System (gośc. O.M.A.)
4. Ludzie prości (gośc. Grubson)
5. Każdego dnia
6. Moc słowa (gośc. Junior Stress)
7. Freedom Fighters (gośc. O.M.A., Grizzlee, Cheeba)
8. Tak musi być
9. Wojny (gośc. PaXon, Yanaz)
10. Czeki (gośc. DJ Feel-X)
11. Możesz być kim chcesz